# 塞羅普埃爾科
塞羅普埃爾科（西班牙語：Cerro Puerco），是巴拿馬的城鎮，位於該國西北部，由恩戈貝-布格雷特區的穆納區負責管轄，面積43.3平方公里，海拔高度261米，2010年人口4,327，人口密度每平方公里99.9人。